# Cinquenta
50 (cinquenta, L) é um número natural. Ele é precedido pelo 49 e sucedido pelo 51.
- 50 é o menor número que pode ser escrito como a soma de dois quadrados em duas maneiras distintas: 50 = 1² + 7² = 5² + 5². Ele também é a soma de três quadrados, 50 = 3² + 4² + 5².

- É um número Harshad.

- Não há resposta para a equação φ(x) = 50, tornando o 50 um número não-totiente.[1]

- Não há resposta para a equação x - φ(x) = 50, tornando 50 um número não-cototiente.[2]

- É o 7º Quadrado-Primo com estrutura prima (2.5²).

- É o 2º Quadrado-Primo invertido na forma (p.q²).

- Pode ser escrito de quatro formas distintas como a soma de dois números primos: {\displaystyle 50=3+47=7+43=13+37=19+31\,}. Veja conjectura de Goldbach.

## Na ciência
- O número atômico do estanho
- O 5.º número mágico na física nuclear.

## Na religião
- No Kabbalah há 50 Portões da Sapiência (ou Entendimento) e 50 Portões da Impureza.
- O número tradicional de anos em um período de jubileu.
- Número de capítulos do livro bíblico de Gênesis

## Em outros campos
- A distância focal, em milímetros, das lentes típicas na fotografia em 35mm.
- Em anos de casamento, é conhecido como Bodas de Ouro.
- O reverso da nota de 50 reais é a Onça Pintada.
- A moeda de 50 centavos é a mais pesada e grossa das moedas da 2ª família.
- Um homem de 50 anos de idade é considerado um homem de meia idade.